# Onthophagus rorarius
Onthophagus rorarius es una especie de insecto del género Onthophagus, familia Scarabaeidae, orden Coleoptera.

Fue descrita científicamente por Harold en 1877.